# Puchenii Mari
Puchenii Mari is een Roemeense gemeente in het district Prahova.
Puchenii Mari telt 8834 inwoners.